# Agustina (historieta)

Agustina es el título de la novela gráfica de serie limitada publicada originalmente en una edición conmemorativa del Bicentenario de Los Sitios de Zaragoza, creada por el guionista Fernando Monzón y las ilustraciones del dibujante Enrique Mendoza, con la colaboración de Juan Monzón y Alberto Sancho en los colores.
La historia comienza en el episodio del cañón donde Agustina de Aragón en 1808 frenó el avance de las tropas napoleónicas, y profundiza en el mito de la guerrilla.

## Argumento
En el momento culminante de la batalla, cuando el ejército napoleónico tiene sitiada la ciudad de Zaragoza y la defensa comienza a verse mermada por las bajas y el desánimo, una mujer se encarama entre los cadáveres para encender la mecha del cañón que la convertirá en heroína, guerrillera y símbolo de la resistencia ante el ejército napoleónico.
Agustina, el cómic, nos muestra a una mujer en tiempo de guerra. Superviviente en un mundo de hombres, Agustina trasciende el papel que le ha sido otorgado por su condición: combate sin escrúpulos, empuña armas y persuade con el brillo de su mirada.
En tiempo de guerra, cuando la frontera entre el bien y el mal es difusa, se necesitan historias que contar, héroes a los que seguir. En medio de la barbarie, la mirada de Agustina se alza y guía al lector como espléndida maestra del arte de la guerra de guerrillas.

## Formato
Cada página fue originalmente dibujada en un formato A3. Cuando fue publicada en formato de tapa dura, se utilizó el formato 24 x 17 para hacerlo accesible a todos los públicos.

## Publicaciones
En España fue publicado por 1001ediciones (ISBN 978-84-936430-5-8 - 1ª Edición en español), (ISBN 978-84-936430-6-5 - 1ª Edición en inglés) y (ISBN 978-84-936430-7-2 - 2ª Edición en español)

## Premios
En el 2009 obtuvo el premio al autor revelación del Festival Imaginamalaga.